# Hrvatska Football League 2013
La Hrvatska Football League 2013 è stata la 3ª edizione dell'omonimo torneo di football americano organizzato dalla HSAN.

## Squadre partecipanti
| Club           | Città    | Stadio | Sponsor ufficiale | Risultato nella stagione 2012 |
| -------------- | -------- | ------ | ----------------- | ----------------------------- |
| Osijek Cannons | Osijek   |        |                   |                               |
| Zagreb Raiders | Zagabria |        |                   |                               |
| Zagreb Thunder | Zagabria |        |                   |                               |

## Stagione regolare

### Calendario

#### 1ª giornata
| 6 aprile 2013 | Alp Devils | 20 – 10 (0-7 13-0 0-3 7-0) | Zagreb Raiders |  |

#### 2ª giornata
| 13 aprile 2013 | Zagreb Raiders | 21 – 0 | Zagreb Thunder |  |

#### 3ª giornata
| 20 aprile 2013 | Zagreb Thunder | 33 – 6 | Osijek Cannons |  |

#### 4ª giornata
| Osijek 5 maggio 2013 | Osijek Cannons | 3 – 64 | Maribor Generals |  |

#### 5ª giornata
| 12 maggio 2013 | Zagreb Thunder | 7 – 18 | Alp Devils |  |

| Zagabria 12 maggio 2013 | Zagreb Raiders | 7 – 46 | Maribor Generals |  |

#### 6ª giornata
| 18 maggio 2013 | Zagreb Thunder | 0 – 35 | Zagreb Raiders |  |

| 18 maggio 2013 | Osijek Cannons | 10 – 47 | Alp Devils |  |

#### 7ª giornata
| 2 giugno 2013 | Osijek Cannons | 0 – 50 | Zagreb Raiders |  |

#### 8ª giornata
| Maribor 1º giugno 2013 | Maribor Generals | 38 – 7 | Zagreb Thunder |  |

#### 9ª giornata
| 2 giugno 2013 | Zagreb Raiders | 35 – 0 | Osijek Cannons |  |

### Classifica
La classifica della regular season è la seguente:
- PCT = percentuale di vittorie, G = partite giocate, V = partite vinte, P = partite perse, PF = punti fatti, PS = punti subiti

#### Girone Sud Alpe Adria Football League
| Pos. | Squadra        | PCT  | G | V | P | PF  | PS  |
| ---- | -------------- | ---- | - | - | - | --- | --- |
| 1    | Zagreb Raiders | .667 | 6 | 4 | 2 | 158 | 66  |
| 2    | Zagreb Thunder | .200 | 5 | 1 | 4 | 47  | 118 |
| 3    | Osijek Cannons | .000 | 5 | 0 | 5 | 19  | 229 |

## CroBowl III
| 22 giugno 2013 | Zagreb Raiders | 42 – 0 | Zagreb Thunder |  |

## Verdetti
- Zagreb Raiders Campioni di Croazia 2013